# Bricks (entreprise)
Cet article possède un paronyme, voir Brick.
 (juillet 2023).
L'article doit être relu — et modifié si nécessaire — par des contributeurs indépendants pour apporter un regard critique aux contributions effectuées en violation des conditions d'utilisation de Wikipédia, tant sur la forme (notamment concernant le style encyclopédique, la proportionnalité) que sur le fond (la neutralité de point de vue, la qualité et l'indépendance des sources).
 (mai 2022).
Bricks est une plateforme française de financement participatif en immobilier, fondée en 2020 par Cédric O'Neill.

## Historique
L'entreprise est créée en novembre 2020 à Montpellier par Cédric O’Neill et immatriculée auprès de l’ORIAS début 2021 sous le statut d’Intermédiaire en financement participatif (IFP). Elle obtient l’agrément en tant qu’établissement de paiement de la part de l'Autorité de contrôle prudentiel et de résolution et démarre son activité en France en avril 2021.
En février 2022, elle franchit le cap des 130 000 investisseurs. La plateforme annonce des difficultés pour répondre à la demande croissante.
En mars 2022, l'entreprise renonce au statut d’Intermédiaire en financement participatif (IFP) auprès de l’ORIAS qu'elle détenait jusqu'alors, et annonce entamer les démarches nécessaires à l'obtention du nouvel agrément européen de Prestataire de services de financement participatif (PSFP),.
Le 15 avril 2022, Bricks annonce l'ouverture d’une levée de fonds participative de cinq millions d'euros auprès de sa communauté d’investisseurs,. Le 29 avril, l’entreprise annonce avoir finalement collecté 20 millions d’euros auprès de 165.000 investisseurs. L'entreprise indique cependant que cette opération de financement participatif n'a pas été réalisée selon la législation en vigueur.
La levée de fonds du 15 avril 2022  est finalement révisée à 13 millions d’euros : 8 millions d’euros collectés auprès de 8.500 particuliers et 5 millions d’euros provenant d’investisseurs avertis, d'entrepreneurs du web, de business angels mais aussi Tony Parker
En avril 2022, un an après son lancement, la plateforme revendique 160 000 utilisateurs inscrits et 30 immeubles financés, pour un total de 40 millions d’actifs immobiliers sous gestion,.
Le même mois, Bricks annonce la création d'une société de promotion immobilière.
En décembre 2022, l'Autorité des Marchés Financiers publie un communiqué de presse qui met en garde le public contre certaines plateformes proposant d’investir dans l’immobilier sous forme de « royalties ». L'entreprise Bricks, qui réalise ses opérations de financements en "royalties" depuis sa création, suspend son activité.
En juillet 2023, Bricks.co est agréée par l'Autorité des Marchés Financiers en tant que Prestataire de Services de Financement Participatif et bascule vers un nouveau modèle de financement sous forme d'obligations, qui remplace le précédent modèle des royalties.

## Fonctionnement
Bricks sélectionne des immeubles de rapport à fort potentiel locatif pour les proposer à l'investissement sur sa plateforme en ligne, sous la forme de parts (“bricks”) d’un montant unitaire de 10 euros,. L'entreprise récupère les fonds nécessaires à l'acquisition des immeubles via le financement participatif.
Les fonds collectés auprès des particuliers sont gérés et sécurisés par l’établissement français de paiement Lemonway.
À l'issue de la collecte, Bricks acquiert les immeubles en son nom propre via sa foncière immobilière, Bricks Gestion. En complément du financement participatif, certains immeubles sont partiellement financés par un crédit bancaire porté par la société, permettant à l'investisseur de profiter de l’effet de levier de la dette.
Contrairement à l’investissement immobilier traditionnel, Bricks n’offre pas la possibilité aux investisseurs de devenir propriétaire d’un bien immobilier. Bricks reste propriétaire des biens financés sur la plateforme. L'entreprise conserve à sa charge l'ensemble des démarches fiscales et administratives, la gestion locative et l'entretien du parc immobilier.